# Celulă off-on
Celula off-on, este o celulă nervoasă din analizatorul vizual cu următoarea proprietate:
- dacă în centrul câmpului receptor este expus un punct negru, iar în periferie cade lumină atunci crește rata descărcărilor electrice ale neuronului
- dacă în periferia câmpului receptor cade un punct negru, iar în centru lumină se reduce rata descărcărilor

Dacă ambele regiuni sunt stimulate de lumină, neuronul nu descarcă, datorită inhibiției laterale. Aceste celule sunt tipice pentru ganglionii vizuali și corpii geniculați laterali.